# 陳涵
陳涵（1927年5月6日—），廣東茂名人，中华民国法官、检察官，1992年至1997年間擔任中華民國最高法院檢察署檢察總長。

## 生平
陳涵1927年5月6日生於廣東省茂名縣大德鄉。大學時期因國共內戰，參加了陸軍軍官學校，隨部隊作戰。嗣從重慶到廣州經香港，於1951年10月輾轉到臺灣。

陳涵1952年畢業於国立政治大學法律系，當年即通過全國普通行政人員高等考試及格，至新竹縣政府地政科工作，1954年間因舉辦總統選舉，經友人介紹到國民大會秘書處新聞組幫忙，不久又回到新竹縣政府教育局。1955年通過推事檢察官司法人員特種考試及格。因總統府內之人找其到中華日報台南分社工作，故延至1957年6 月間始進入司法官訓練所參加司法官班第3 期之訓練，為期1 年半，於1958年12月以第4 名結業。結業後為追隨夫人而志願分發至臺灣臺中地方法院擔任候補推事，於49年6月推檢互調，調任臺灣臺中地方法院檢察處檢察官，辦理刑事偵查。嗣後歷任臺灣新竹地方法院檢察處檢察官、臺灣臺北地方法院推事、臺灣高等法院臺南分院辦事、臺灣屏東地方法院刑事庭庭長、臺北地方法院民事庭庭長、臺灣高等法院臺中分院推事、司法行政部民事司辦事、福建金門地方法院院長、臺灣高等法院臺南分院庭長、臺灣嘉義地方法院檢察處首席檢察官、法務部刑事司司長、檢察司司長、臺灣高雄、臺北地方法院檢察處首席檢察官。1985年8月28日，任法务部常务次长。1986年10月30日，任台湾高等法院检察处首席检察官。同年，出任台湾更生保护会董事长。1989年，任台湾髙等法院检察署检察长。
1992年5月，任最高法院检察署检察总长，同年9月兼任法务部政务次长。1995年2月，最高法院驳回吳宅血案被告上诉，本案判决定谳，宣判蘇建和、劉秉郎、莊林勳等三人依“盜匪罪”各被判處兩個死刑、褫奪公權終身。但鉴於此三人並未犯罪的證據較為有力，从1995年2月至7月，檢察總長陳涵在短短五個月內三度為全案提起非常上訴，創下中華民國司法史纪錄。三次非常上诉均被最高法院驳回。
1997年8月，陳涵自檢察總長職務退休，改任法务部顾问、汉辉文教基金会董亊长。1998年3月至2004年5 月，获總統府聘为总统府国策顾问。